# Титу Мајореску
Титу Ливиу Мајореску (рум. Titu Liviu Maiorescu; Крајова, Кнежевина Влашка, 15. фебруар 1840 — Букурешт, Румунија, 18. јун 1917) био је румунски књижевни критичар и политичар, оснивач друштва Јунимеа. Као књижевни критичар, Мајореску је био инструмент у развоју румунске културе у другој половини деветнаестог века.
Био је члан Конзервативне партије, као и Министар иностраних послова Румуније у периоду 1910—1914. и Премијер Румуније од 1912. до 1913. године. Представљао је Румунију на мировној конференцији у Букурешту која је представљала крај Другог балканског рата. У својој политици и култури фаворизовао је Немачку у односу на Француску. Он се противио уласку Румуније у Први светски рат против Немачке, али је упркос томе одбио да сарађује са немачком војском након што је иста окупирала Букурешт.

## Биографија
Титу Ливиу Мајореску је рођен 15. фебруара 1840. године у Крајови, која је тада била део Кнежевине Влашке. Мајорескуова мајка, рођена Марија Попазу, била је сестра учењака и епископа Карансебеша, Јона Попазуа. Породица Попазу дошла је из Валенија Де Мунте. Његов отац, Јон Мајореску, био је син трансилванијског сељака из Бучердее и његово право презиме било је Трифу, али је прихватио презиме Мајореску како би нагласио своју везу са Петруом Мајором. Пошто је по занимању био теолог (студирао у Блажу, Будимпешти и Бечу), Јоан Мајореску се показао као слободни мислилац. Радио је као учитељ у Чернаутију, Крајови, Јашију, Букурешту и остао светла личност те епохе формирања модерног румунског образовног система. Јон је касније постао инспектор у школама у Олтенији, а потом радио као учитељ у Централној школи у Крајови. Током револуције 1848. године, он је ојачао везу између влашких и трансилванијских револуционара и активирао се као агент привремене владе, близу Франкфурта. У међувремену, његова породица, коју су чиниле жена, Марија, рођена Попазу, и двоје деце, Емилија и Титу, путовали су у Букурешт, Брашов, Сибињ и Блаж, задржавши се душе време у Блажу и тамо је Титу, будући критичар, похађао пети разред у Румунској гимназији. Преселивши се у Беч, Јон Мајореску је писао чланке за аустријске новине, а бавио се темама Румуније и Румуна. По повратку у Румунију, након Уједињења, Јон Мајореску је постао председник Јавног старатељства, а потом је радио и као директор Централне комисије Уједињених кнежевина, а такође и као професор на Националном колеџу Свети Сава. Радио је и као директор Јавне управе Ефорије, а поред тога и као професор у Вишој књижевној школи у Букурешту.

### Детињство
Између 1846. и 1848. године, Титу Мајореску је похађао основну школу у Крајови. Током периода револуције, његов отац, Јон Мајореску, био је послат на мисију у Франкфурт на Мајни, док је Марија Мајореску са својом децом путовала у Букурешт, Брашов и Сибињу. Децембра 1848. године, под вођством Аврама Јанкуа, породица Јоана Мајорескуа је стигла у Блаж, а потом и у Брашов. Титу је своје основно образовање наставио у периоду 1848—1850. године, када је похађао школу протођакона Јосифа Барака.
Између 1850. и 1851. године, након што је завршио основну школу, Титу Мајореску се уписао у Румунску гимназију у Брашову, гимназију основану 1850. године залагањем његовог ујака Јоана Попазуа. У гимназији у Брашову је похађао пети разред, када је упознао Антона Пана, који је на Мајорескуа оставио неизбрисиви утисак.

### На Академији Терезијанум
Септембра 1851. године, Мајорескуова породица се настанила у Бечу, где је његов отац радио у оквиру Министарства правде. Касније, током октобра исте године, Мајореску је похађао први разред на Академској гимназији, која је тада била додатак Академији Терезијанум и била је намењена странцима. Месец дана касније, они су признали његово школовање у гимназији у Брашову па је прешао у наредни разред.
Док је похађао академију у Бечу, Мајореску је почео да пише свој Дневник (рум. Însemnărilor zilnice), који је писао до краја свог живота, уневши последњи унос током јула 1917. године, када је дневник садржао већ 42 свеске које данас представљају фонд рукописа Румунске академије. Његове белешке представљају добар извор познавања Мајорескуове личности. Његов успех из 1858. године, када је дипломирао први у класи на Академији Терезијанум, била је награда за његове напоре и његову јаку вољу.

### Универзитетске студије
Мајореску је био веома жељан да што пре заврши своје студије, али његова жеља није утицала на његову скромност током његових студија, те су у том периоду успостављени темељи Мајорескуове изузетно чврсте културе. Он је само након годину дана студија у Берлину докторирао на Гисену са magna cum laude, а годину дана након тога добио лиценцу за филолофију на Филолошком факултету Универзитета у Сорбони, док је након годину дана студија на Универзитету у Паризу, добио и лиценцу за право.
Дана 3. јануара 1857. године, Мајореску је, под псеудонимом Аурелиу, послао свој есеј Трансилванијској Газети са жељом да неки његови преводи дела Жана Пола буду објављени. У наредном броју намеравао је да објави превод кратке приче коју је написао Жан Пол, а која носи назив Новогодишња ноћ. Иако превод није објављен тог датума, писмо које је које је касније Аурелиу А. Мурешиану касније уређивао у Гласнику књига, број 1, током 1934. године, још увек се сматра првим покушајем Тита Мајорескуа да објави неки свој рад и исти је потом поново објављен под истим називом. Године 1858, поред својих академских активности, Мајореску је радио као наставник психологије у приватним интернатима и као учитељ француског у кући правног саветника Геогра Кремница.
Као припремни рад за француски језик за породицу Кремниц, Мајореску је учио четворо деце у породици: Клару (своју будућу жену), Хелен, Вилхелма (будућег доктора В. Кремница, супруга Мите Кремни, рођене Марије фон Барделебен) и Хермана. Титу Мајореску је потом докторирао филозофију на Универзитету у Гесену са magna cum laude. Универзитет у Гисену је његове последње две године на Академији Терезијанум посматрао као универзитетске студије како би могао да му дозволи да докторира. Након повратка у Румунију, Мајореску је објавио рад под називом Мерење висине помоћу барометра у часопису Природа (рум. Isis).

### Докторат
Децембра 1860. године Мајореску је добио лиценцу за филологију и филозофију на Сорбони, након што му је признат докторат на Гисену. Следеће године објавио је филозофски есеј под називом Филозофска разматрања на здраворазумски начин (Филозофска разматрања за свачије разумевање) у Берлину, који је био под очигледним утицајем Хербартових и Фојербахових идеја.
Дана 17. децембра исте године, након што су размотрили вредност есеја Einiges Philosophische in gemeinfasslicher Form и након „усмене одбране испред академског одбора, бриљантно уздржане од оригиналних мишљења”, сорбонска комисија дала је Мајорескуу титулу licencé ès lettres (лиценцирани филолоф). Након тога, Мајореску је припремао свој докторат заснован на докторској тези Релација. Есеј о новој основи филозофије (фр. La relation. Essai d’un nouveau fondement de la philosophie) све до краја 1861. године, када је напустио Француску.

### Каријера универзитетског професора
Током лета 1862. године, он је био именован за заменика адвоката на суду, а потом је постао и адвокат. Оженио је своју ученицу Клару Кремниц. Током новембра и децембра те године, постао је професор на Универзитету у Јашију и директор Централне гимназије у истом граду.
Године 1863. он је почео да предаје на универзитетском курсу историје на тему „О историји румунске републике од појаве плебејских трибуна до смрти Јулија Цезара, посебно у погледу економског и политичког напретка”. Од фебруара до септембра он је био декан Филозофског факултета Универзитета у Јашију. Дана 18. септембра 1863. године био је изабран за ректора Универзитета у Јашију на период од четири године. У октобру исте године именован је за директора школе „Васил Лупу” у Јашију. Тамо је предавао педагогију, граматику румунског језика и композицију. По први пут у Румунији, он је покренуо педагошку праксу за ученике и један од његових ученика био је Јон Креанга.
Титу Мајореску је 1863. године у Јашију објавио Годишњак Гимназије и Интерната у Јашију за школску 1862/1863. годину. Годишњаку је претходила његова теза Зашто би у гимназији требало учити латински језик као део темеља моралног образовања?. Дана 28. марта родила се Ливија, прво дете Титуа Мајорескуа. Он се недуго потом венчао са Димзовом, која је умрла 1946. године. Дана 8. октобра Титу Мајореску је изабран да води Институт Василијан у Јашију, који је требало да буде „фундаментално реорганизован”. Како би завршио ову мисију, коју је наручио тадашњи Министар јавних управа, Александру Одобеску, он је кренуо на документарно путовање у Берлин и вратио се у Јаши 4. јануара 1864. године.
У периоду 1863—1864. године, Мајореску је предавао филозофију на Филолошком факултету у Јашију.

### Укљученост у друштвени живот
Дана 10. марта 1861. године, Титу Мајореску је одржао предавање на тему Стара француска трагедија и Вагнерова музика, и то у Берлину у корист споменика Лесинга из Каменца, које је 12. априла поновио у Паризу, у Кругу друштвених академика (фр. Cercle des sociétés savantes), а касније је, у обновљеној верзији, одржао то предавање 27. априла у Берлину, у Филозофском друштву.
Мајореску је 28. новембра добио лиценцу за права у Паризу, на тезу О систему мираза (фр. Du régime dotal), а 10. децембра је започео циклус предавања на тему Образовање у кругу породице. Након тога се вратио у Румунију и током децембра се преселио у Букурешт.
Када се вратио у Румунију, Мајореску је, крајем 1861. године, био спреман да допринесе напретку новоформиране државе, након Уједињења из 1859. године, да помогне њеном културном и политичком животу, који је хтео да подигне на европски ниво. У то време, када је Уједињење било готово и када су биле потребне личности са свежом енергијом и када су били неопходни људи од културе, људи који су били образовани и школовани на западњачким универзитетима, Титу Мајореску је био у свом раном успону, пошто је већ са 22 године био универзитетски професор у Јашију, са 23 декан и ректор универзитета, а потом са 27 година постао академик — постао је члан Румунског академског друштва; са 30 година је постао посланик, а потом и министар са 34 године. Али овај његов успон није био гладак нити без потешкоћа, пошто је једном био тужен због свих клевета које су његови политички противници промовисали, те је 1864. године суспендован са свих својих функција, али је ослобађајућа пресуда донета наредне године показала неоснованост свих оптужби против њега.

### Оснивање друштва Јунимеа
Шездесете године деветнаестог века биле су за Мајорескуа период „популарних прелекција” (предавања о разним проблемима упућена прилично великој публици), као и период када је основао друштво Јунимеа. Он је друштво основао заједно са својим колегама, међу којима су били књижевници попут Ј. Негруција, Петра П. Кропа, В. Погора и Т. Розетија. У то време је почео да ради и као адвокат, а потом је изабран за директора школе „Васил Лупу” у Јашију, да би 1867. године Мајореску покренуо часопис Convorbiri Literare.
Иако је период који је уследио након Уједињења 1859. године представљао завршетак епохе идеала генерације из 1848. године, неколико акцената се још променило, услови су били другачији од романтичарске омладине Хелиадеа Радулескуа, Александрија или Балческуа. Мајореску је представљао нову генерацију, генерацију јунимиста, која је имала нову концепцију друштвеног и културног живота Румуније. На плану политичке идеологије, Мајореску је био ретенциониста, заговорник природног и органског, и добро припремљене еволуције, као и противник „форми без корена”, које је оптуживао у свом чланку из 1868. године, а који носи назив Против данашњег правца у румунској култури, у којем је критиковао имплементацију одређених институција које су имитирале западњачке институције и које нису биле прикладне румунском менталитету, стварању и културној баштини румунског народа.

### Књижевни критичар
Почеци Мајорескуових активности на пољу књижевне критике издвајају се од претходне генерације. За разлику од година револуције из 1848. године, када је интензивна потреба за оригиналном књижевношћу детерминисала Хелиадеа Радулескуа да адресира ентузијастичке позиве за румунским књижевним делима, седму деценију девентаестог века обележио је велики број песника и писаца прозе који су имали веома ограничене уметничке изуме, али високе идеале и претензије. Било је то време када је био потребан избор правих вредности, на основу одређених естетских критеријума и Мајореску се сложио да тај задатак оствари. Противници његових идеја депрецијативно су његове акције називали „судијским критицизмом” јер у његовим чланцима и студијама није детаљно анализирано књижевно дело о којем је било речи и садржале су много афоризама о делу. Оне се заснивају на обилној култури, детерминисаном уметничком укусу и импресивној интуицији. Ментор друштва Јунимеа сматрао је ову врсту критике (било потврдну или негативну) нужном само за ту епоху нереда вредности, јер би њени модалитети извршења касније градирали, у књижевном животу, када би велики писци подигли уметнички ниво и имплицитно би се повећала потреба јавности.
Овај рад тутора, борца за потврђивање вредности, водио је Мајорескуа кроз цео његов живот и био је подељен између његове политичке активности (он је касније постао премијер, али је изгубио свог пријатеља из младости, П. П. Карпа), универзитетске активности (као професора који је имао и који је промовисао ученике великих вредности, попут К. Радулескуа Мотруа, П. П. Негулескуа, Помпилиуа Елиадеа и других), адвокатске активности и његове активности као књижевног критичара. Мајорескуу се ретко приговарало што није довољно времена посветио писању књижевних дела, али његов рад књижевног критичара дубоко означава једну од најлепших епоха у историји румунске књижевности: улогу коју је имало друштво Јунимеа, као и улогу коју је имао сам Мајореску, повезана је са стварањем и наводима у јавној свести писаца попут Еминескуа, Креанге, Карагиалеа, Славичија, Дулиуа Замфирескуа и других.
Када је реч о његовом понашању, начин на који су се људи замерали Мајорескуу за његову хладноћу, за његов недостатак страсти, као и за његов олимпијски став, био је тај да он тиме скрива своју хладну душу: за илустрацију ове изјаве, чувена је процена коју је направио Н. Јорга: „Нико није био топао или хладан поред њега”. Помоћ коју је Мајореску дао писцима из круга Јунимее и својим ученицима, па чак и свом противнику, Доброгеануу Гереи, у важном тренутку у његовом животу, развио је човека великог и истовремено дискретне великодушности. Текст који је Мајореску написао Еминескуу када је Еминеску био болестан и забринут о ценама свог боравка у санаторијуму доказују да је Мајореску био обдарен великодушношћу:
Да ли желите да знате одакле долазе средства за плаћање Ваших рачуна до сада? Па, господине Еминеску, да ли смо ми толики странци? Зар не знате за љубав (ако ми дозволите да користим ову тачну реч, иако је она јача од других речи), за често ентузијастично дивљење које ја и читав наш књижевни круг осећамо према Вама, према Вашим песмама, према читавој вашој књижевности и политичком раду? Али то је била права експлозија љубави коју смо ми, сви Ваши пријатељи (и само они), допринели да подржимо неколико материјалних потреба које Ваша ситуација захтева. И Ви бисте учинили исто у коришћењу велике или мале суме коју сте имали када би било ком од Ваших пријатеља то било потребно, тако да не можемо заборавити пријатеља Ваше велике вредности.

## Одабрана библиографија
- O cercetare critică asupra poeziei române (1867)
- În contra direcției de astăzi în cultura română (1868)
- Direcția nouă în poezia și proza română (1872)
- Comediile domnului Caragiale (1885)
- Eminescu și poeziile sale (1889)
- Povestirile lui Sadoveanu (1906)
- Poeziile lui Octavian Goga (1906)
- Retori, oratori, limbuți
- Beția de cuvinte

### Постхумно објављена дела
- Jurnal
- Scrieri de logică, 1988
- Istoria politică a României sub domnia lui Carol I, 1994
- Discursuri parlamentare cu priviri asupra dezvoltării politice a României sub domnia lui Carol I, vol.I-V, 2001-2003